# Ka-92
Ka-92 – projekt, doświadczalnego rosyjskiego śmigłowca wytwórni Kamow, który w założeniach swoich projektantów ma osiągnąć prędkość w locie poziomym rzędu 450 km/h. Maszyna w wersji seryjnej ma stanowić konkurencję dla samolotów komunikacji lokalnej.

## Historia
Model projektowanej maszyny pokazany został w 2008 roku na wystawie HeliRussia w Moskwie w 2008 roku. W odróżnieniu od konkurencyjnego śmigłowca moskiewskiej fabryki śmigłowców im. Michaiła Mila, Mi-X1, maszyna Kamowa ma posiadać tradycyjny dla tej wytwórni układ dwóch, współosiowych, przeciwbieżnych wirników nośnych. Podobne rozwiązanie zastosowano w amerykańskim Sikorsky X2. Uzyskanie prędkości rzędu 450 km/h ma umożliwić zastosowanie również podwójnego śmigła pchającego zainstalowanego prostopadle do osi śmigłowca na końcu belki ogonowej. W listopadzie 2018 roku, do dalszej realizacji został wybrany projekt Mila, o czym poinformowało rosyjskie Ministerstwo Obrony